# Ægir (schip, 1841)
Raderstoomboot Ægir was het eerste Deense oorlogsschip dat uit ijzer vervaardigd werd.
Ægir werd gebouwd door Fairbairn & Co., Londen, en in 1841 gekocht.

## Technische data
Algemeen
- Lengte: 42,92 m
- Breedte: 5,64 m
- Diepte: 1,69 m
- Deplacement: 116 lst
- Snelheid: 10,0 knopen

Bewapening
Artillerie: Bij oplevering bevatte het twee 24-ponds kanonnen en 1 vier-ponds Houwitser. Deze werden vervangen door twee 18-ponds kanonnen en acht een-ponder Falconetten.

## Carrière
- In dienst: 12 oktober 1841
- Uit dienst: 5 december 1871

Tussen 1842-56 werd het door het Deense koningshuis voor korte binnenlandse reizen gebruikt. Daarna werd het overgedragen aan het Deense postwezen die het tussen 1857 en 62 in dienst had. In 1864 werd het als oorlogsschip door de marine toegevoegd bij de landelijke vloot. Tussen 1864 en 71 werd het als meetschip gebruikt. Ægir werd in 1871 uit dienst genomen.